# (3103) Эгер
(3103) Эгер (нем. Eger) — околоземный астероид из группы аполлонов, который принадлежит к очень светлому спектральному классу E и характеризуется сильно вытянутой орбитой с большим эксцентриситетом. Он был открыт 20 января 1982 года венгерским астрономом Миклошем Ловашем на станции Матра и назван в честь венгерского города Эгер.

Орбита астероида Эгер и его положение в Солнечной системе
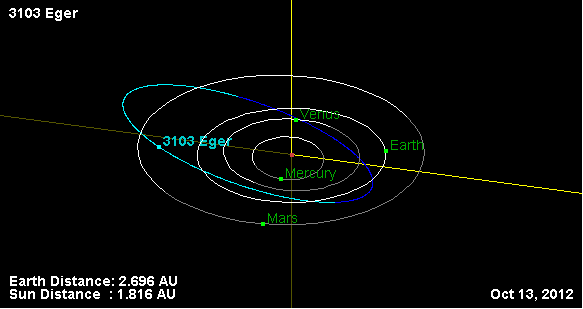
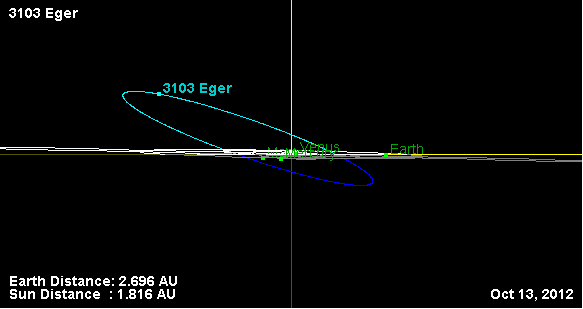
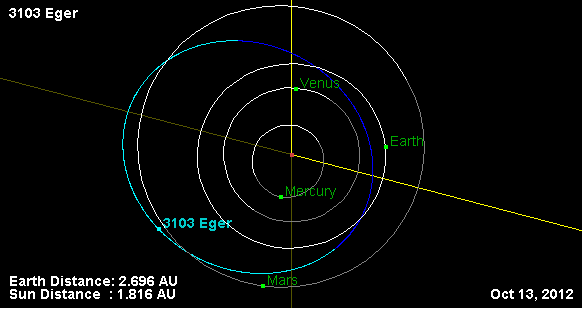

## Орбитальные характеристики
Большой эксцентриситет орбиты вызывает сильные колебания расстояния астероида от Солнца, из-за чего в процессе своего движения вокруг него, он пересекает орбиту не только Земли, но и Марса. В течение XX — XXI века данный астероид 8 раз приблизится к Земле на расстояние менее 20 млн км. Так последние два тесных сближения состоялись в августе 2006 года (19,2 млн км) и в августе 2011 (22,9 млн км).

## Физические характеристики
Особо следует отметить необычно большое значение альбедо Эгера — он отражает более половины падающего на него света (64 %), что больше, чем даже у Весты. Также Эгер является вторым после Весты астероидом для которого были сопоставлены найденные на Земле метеориты. Выяснилось, что в то время как Весте соответствуют диогениты, эвкриты и говардиты, для Эгера характерен такой тип метеоритов как обриты. Таким образом, по спектральным характеристикам он очень близок к астероиду (434) Венгрия и классу E.